# António Mimoso Brandão de Melo
António Mimoso Brandão de Melo OC • ComA • ComIC (Porto, Foz do Douro, 6 de Julho de 1879 - Lisboa, 12 de Fevereiro de 1950) foi um militar e administrador português.

## Família
Filho de José Guedes Brandão de Melo e de sua mulher Maria dos Prazeres Mimoso da Costa Pereira de Alpoim de Carvalho, bisneta do 1.º Visconde de Peso da Régua e sobrinha-neta do 1.º Conde de Vila Pouca.

## Biografia
Coronel de Artilharia, participou na Primeira Guerra Mundial, tendo sido feito Comendador da Ordem Militar de Avis a 28 de Junho de 1919. Diretor da Companhia de Diamantes de Angola (Comendadora da Ordem de Benemerência a 10 de Março de 1947), etc., foi feito Oficial da Ordem Militar de Cristo a 23 de Maio de 1932 e Comendador da Ordem do Império Colonial a 6 de Julho de 1934.
A 27 de Fevereiro de 1935 foi feito Comendador da Ordem do Império Britânico da Grã-Bretanha e Irlanda do Norte, a 12 de Março de 1935 foi feito Comendador da Ordem de Leopoldo II da Bélgica e Oficial da Ordem Nacional da Legião de Honra de França e a 9 de Dezembro de 1935 foi feito Comendador da Ordem Real de Leão da Bélgica.

## Casamento e descendência
Casou em Lisboa, Lumiar, a 15 de Agosto de 1900 com D. Isabel Juliana de Jesus Maria José de Sousa e Holstein Beck (Lisboa, Santos-o-Velho, 10 de Setembro de 1876 - Lisboa, 12 de Novembro de 1963), Representante do Título de Marquesa de Sesimbra, filha do 1.º Marquês de Sesimbra, com geração.